# Nick Rumbelow
Nicholas Bruno Rumbelow (né le 6 septembre 1991 à Bullard, Texas, États-Unis) est un lanceur de relève droitier des Yankees de New York de la Ligue majeure de baseball.

## Carrière
Joueur des Tigers de l'université d'État de Louisiane, Nick Rumbelow est repêché au 7e tour de sélection par les Yankees de New York en 2013. 
Lanceur de relève, Rumbelow fait ses débuts dans le baseball majeur le 23 juin 2015 avec les Yankees, face aux Phillies de Philadelphie.